# Bardoze
Bardoze (en francès i oficialment Bardos) és un municipi d'Iparralde al territori de Lapurdi, que pertany administrativament al departament dels Pirineus Atlàntics (regió de la Nova Aquitània). La comuna està travessada pel riu Biduze, afluent de l'Adur. Limita al nord amb Gixune, a l'oest amb Ahurti i Hazparne, al sud amb Bastida i Oragarre, a l'est amb Hastingues i Bidache.

## Demografia
| Evolució de la població |       |       |       |       |       |       |       |       |
| 1793                    | 1800  | 1806  | 1821  | 1831  | 1836  | 1841  | 1846  | 1851  |
| 2 451                   | 2 283 | 2 418 | 2 300 | 2 468 | 2 641 | 2 612 | 2 660 | 2 612 |

| 1856  | 1861  | 1866  | 1872  | 1876  | 1881  | 1886  | 1891  | 1896  |
| ----- | ----- | ----- | ----- | ----- | ----- | ----- | ----- | ----- |
| 2 586 | 2 518 | 2 542 | 2 304 | 1 912 | 1 733 | 1 805 | 1 708 | 1 722 |

| 1901  | 1906  | 1911  | 1921  | 1926  | 1931  | 1936  | 1946  | 1954  |
| ----- | ----- | ----- | ----- | ----- | ----- | ----- | ----- | ----- |
| 1 772 | 1 675 | 1 662 | 1 519 | 1 520 | 1 514 | 1 535 | 1 280 | 1 175 |

| 1962  | 1968  | 1975  | 1982  | 1990  | 1999  | 2006 | 2011 | 2016 |
| ----- | ----- | ----- | ----- | ----- | ----- | ---- | ---- | ---- |
| 1 091 | 1 031 | 1 005 | 1 093 | 1 188 | 1 271 | -    | -    | -    |

| 2019 | - | - | - | - | - | - | - | - |
| ---- | - | - | - | - | - | - | - | - |
| -    | - | - | - | - | - | - | - | - |